# Cocconato
Cocconato (piemontiul: Coconà) település Olaszországban, Piemont régióban, Asti megyében. Lakosainak száma 1422 fő (2023. január 1.). Cocconato Aramengo, Brozolo, Montiglio Monferrato, Moransengo-Tonengo, Passerano Marmorito, Piovà Massaia és Robella községekkel határos.

## Népesség
A település lakossága az elmúlt években az alábbi módon változott:
| Lakosok száma | 1471 | 1452 | 1422 |
|               | 2017 | 2018 | 2023 |